# Emilio Correa (ur. 1985)
Emilio Correa Bayeux (ur. 12 października 1985 w Hawanie) – kubański bokser, wicemistrz olimpijski i brązowy medalista mistrzostw świata.
W 2008 roku na igrzyskach olimpijskich w Pekinie zdobył srebrny medal, w wadze średniej.
W 2005 roku podczas mistrzostw świata w Mianyang zdobył brązowy medal w kategorii do 75 kg.
Dwukrotny złoty medalista igrzysk panamerykańskich w 2007 roku, w Rio de Janeiro i w 2011 roku w Guadalajarze.
Jego ojciec Emilio Correa był wybitnym kubańskim bokserem, mistrzem olimpijskim i mistrzem świata.